# أبو بكر عبد الرحيم
أبو بكر عبد الرحيم (7 فبراير 1920 - 31 أغسطس 1995)، هو سياسي هندي الأصل والجنسية، ومكافح من أجل الحُرية، ووزير إتحادي. وُلد أبو بكر في مدينة كولام التابعة لولاية كيرالا. وتمت إعادة تسمية مستشفى المقاطعة الذي تديره الحكومة في منطقة كولام من بعده إحياءً لذكراه.

## فترة حياته التعليمية
ولد أبو بكر في فبراير 1920، في قرية شيرايِنكيل في ولاية ترافانكور، وأكمل تعليمه الابتدائي داخل مدرسة اللغة الإنجليزية الحكومية في مدينة كولام. ومن بعدها إلتحق أبو بكر بثانوية سانت بيرشمان في بلدة تشانغاناسيري في ولاية كيرالا، ومن ثم حصل على شهادته الجامعية من الجامعة المحمدية في تريفاندروم. ويعتبر أبو بكر ناشط إجتماعي وسياسي منذ صِباه.

## فترة حياته السياسية
بدأت حياة أبو بكر السياسية من خلال إلتحاقه بالحركة الطلابية للمؤتمر الوطني الهندي، ومن ثم أصبح رئيس لجنة الكونغرس المحلية في مدينة كولام. وشغل أيضاً عدة مناصب أخرى، أهمها: العضو التنفيذي لدى مؤسسة البترول الكويتية، وعضو في لجنة الكونغرس لعموم الهند، ومناصب مختلفة في الصناعة ، والصحة ، والزراعة داخل وزارة ترافانكور كوتشين التابعة لبانامبيلي جوفيندا مينون في عام 1954. وفي الأعوام 1957، 1960، 1965، 1970، 1977، أُنتُخِب عضواً داخل الجمعية التشريعية لولاية كيرالا. وفي عام 1965، أُنتُخِب عضواً داخل المجلس التشريعي، ولكن لم يستطع أي حزب تشكيل وزارة تُطالب بالأغلبية؛ لذلك أُعتُبِرت هذه الإنتخابات لاغية. وفي عام 1980، أُنتُخِب لدى المجلس الأدنى لبرلمان الهند من قبل دائرة  شيراينكيجو في ولاية كيرالا، وشغل هناك منصب وزير إتحادي للإهتمام بالشؤون الخارجية، وقضايا العدل، والقضايا التشريعية داخل وزارة أنديرا غاندي الثالث، ولمدة أربعة أعوام. وما بين العام 1989-1990، شَغِل منصب حاكم ولاية ميغالايا .

## مناصب أخرى شغلها أبو بكر
- لجنة كونغرس ولاية كيرالا براديش.
- رئيس اللجنة المركزية الديموقراطية لولاية كولام.
- عضو في المجلس المسيحي لعموم الهند.
- عضو في مجلس الإدارة التابع للمعهد الهندي للتكنولوجيا في ولاية مدراس.
- رئيس معهد إقبال للفنون في ولاية تريفاندرم.
- عضو مجلس جامعة كوشين للعلوم والتكنولوجيا.
- رئيس مجلس إدارة جامعة ثانجال كونجو موسليار للهندسة الواقعة في ولاية كويلون.
- رئيس مجلس إدارة جامعة مالك دينار للطب.
- عضو مجلس الوقف المركزي.
- مدير شركة هندوستان للمبيدات الحشرية.
- عضو مجلس إدارة الشركة المتحدة للكهرباء والصناعات.
- نائب رئيس الجمعية التشريعية التابعة لولاية كيرالا.
- رئيس لجنة الحسابات العامة، ولجنة التشريعات الفرعية، ولجنة التقديرات، بالإضافة إلى منصب مماثل لدى العديد من اللجان التشريعية الأخرى.
- مدير تحرير صحيفة برابهام ديلي.

## قائمة المراجع
1. ↑  "List of Governors of Meghalaya". Mapsofindia. مؤرشف من الأصل في 2021-07-02.
2. 1 2  "Council of Ministers | National Portal of India". www.india.gov.in. مؤرشف من الأصل في 2021-07-23.
3. ↑  "General Info - Kerala Legislature". www.niyamasabha.org. مؤرشف من الأصل في 2021-01-23.
4. ↑  "1980 India General (7th Lok Sabha) Elections Results". www.elections.in. مؤرشف من الأصل في 2021-04-22.
5. ↑  "Members - Kerala Legislature". www.niyamasabha.org. مؤرشف من الأصل في 2021-05-13.
6. ↑  "Meet commemorates A.A. Rahim". 2 سبتمبر 2015. مؤرشف من الأصل في 2021-07-11.
7. ↑  "A. A. Rahim". niyamasabha.org. مؤرشف من الأصل في 2021-05-13. اطلع عليه بتاريخ 2021-03-19.
8. ↑  "Members Bioprofile". loksabhaph.nic.in. مؤرشف من الأصل في 2021-05-17.
9. ↑  http://www.ceo.kerala.gov.in/pdf/KLA/KL_1965_ST_REP.pdf نسخة محفوظة 2021-04-23 على موقع واي باك مشين.
10. ↑  "History of Kerala Legislature". Kerala Government. مؤرشف من الأصل في 2014-10-06. اطلع عليه بتاريخ 2015-07-30.
11. ↑  "Meet commemorates A.A. Rahim". The Hindu (بالإنجليزية الهندية). Special Correspondent. 2 Sep 2015. ISSN:0971-751X. Archived from the original on 2021-07-11. Retrieved 2021-03-19.{{استشهاد بخبر}}:  صيانة الاستشهاد: آخرون (link)

## روابط خارجية
- كان وزيراً للإتحاد في مجلس الوزراء.